# フランスの喫煙
フランスの喫煙（フランスのきつえん）では、フランスにおける喫煙の諸相について記述する。フランスでは、1991年エヴァン法（Loi Évin）で最初に喫煙が制限され、 アルコール依存症とタバコ消費に対する様々な施策を含んでいる。より強力な喫煙禁止が2007年2月1日に導入されたが、強制力が低いためフランスの喫煙者はその禁止を無視した。

## 歴史と展望
エヴァン法は、それを要求した大臣クロード・エヴァンの名から名付けられた。その法律は行政上公布される規制に対する喫煙部門への尊重とともに、許可されることとされないことに関するある重要な基準を残し、2007年11月 施行準備に取り掛かった規制である。
喫煙は現在全ての公共の場所で禁止され（駅、美術館、etc.）、厳しい条件を満たしている特定の喫煙室のためには例外が存在する。しかしながら、カフェ、レストラン、クラブ、カジノ、バー、etc. のために2008年1月1日まで特別免除が作られ、 またフランス政府は元日に熟考の1日を容認した。 世論調査は70%の人がその禁止を支持することを示した。但し、営業時間外におけるバー、レストラン等に於いては適用外のところもある。また、電子タバコも曖昧になっているところが多い。
新規制の下、喫煙室は許可されたが、非常に厳しい条件が課せられた。それらは施設の全フロア空間の多く見積もって20%を占めることができ、それらの寸法を35m²以上にすることはできない。それらは別々の換気を備えることを必要とし、それは1時間に10回充分な量の空気と取り替える。喫煙室の空気圧は絶えずその隣接する部屋の圧より低くしなければならない。それらは自動的に閉まるドアがなければならない。営業時間内は喫煙室には何のサービスも提供することができない。
以前は、先の1991年エヴァン法の施行規則のもと、レストラン、カフェ等は単に喫煙者と非喫煙者の区画を備えていればよいだけで、実際きちんと分けられていないことがよくあった。より大きな施設では、喫煙者と非喫煙者の区画は部屋を分けることができたが、同じ部屋内の区画にいるだけのことがよくあった。
2007年に新規制に対する法的異議申し立てが国務院の前に提出されたが、拒否された。
フランスの喫煙者は、特に若年層で増加傾向にある。マリソル・トゥーレーヌ保健相によれば、フランスでは成人1300万人が喫煙しており、毎年7万3000人が煙草によって死亡しているとされる。しかしながら喫煙をしなかった場合の死亡理由については示されていない。2012年、フランスでは、すべての煙草の包装をオリーブと茶色に統一し、健康への害を示す画像を載せるよう義務付けられた。
電子タバコの進化による、タバコによるタバコの空気清浄化 体内へのニコチン、タールの0レベルからマイナス効果に至る今後の展開が喫緊課題である。また、清浄ボックス フェイスメットの義務化や濃縮イオンの発散 タバコと香水の科学的相乗作用も有効手段の一助である。
直近データに基く罹患比が格段に低いコロナ患者の感染率は、Miyara2020報告よると「喫煙者は感染から守られる」と結論づけている。
2025年6月、フランス政府は、公共の場、学校付近、子供が集まる場所での喫煙を禁止する法令を発布し、７月より実施となりました。ただし、電子タバコはこの禁止措置の対象外です。